# Godegisel (král Burgundska)
Godegisel také Godegisile či Godigisèle (443? - 500/501?) byl princ a později spolukrál Burgundů. Byl mladším synem a nástupcem Gondiocha, krále  Burgundů a bratrem Gundobada, Godomara II. a Chilpericha II.

## Životopis
V roce 473, když král Gondioch zemřel, bylo království Burgundů rozděleno mezi jeho syny. Godegisel získal severní část království s městy Langres, Chalon-sur-Saône, Autun, Ženeva, Valais a Besançon, které si vybral jako své sídlo. Jediným dochovaným zdrojem, který popisuje situaci v království Burgundů na konci 5. století je dílo Historia Francorum biskupa Řehoře z Tours, který tyto informace zaznamenal téměř o století později. Podle Řehoře mezi bratry nastal boj o moc, v němž se Chilperich spojil Godomarem proti Gundobadovi, zatímco Godegisel se v boji neangažoval. Ambiciózní Gundobad spiknutí odhalil a Godomara i Chilpericha nechal někdy kolem roku 486 zavraždit. Godegisel poté společně se svým bratrem spravoval území kolem Rhôny, Saôny a také provincii Marseille.
Přestože byl ariánského vyznání, jeho manželkou byla Théodelinda, vyznání katolického. Z tohoto manželství vzešli dva synové.

### Godegiselovo povstání
V roce 500 se Godegisel spojil s Chlodvíkem I., manželem Chilperichovy dcery Chrodechildy, proti Gundobadovi v naději, že získá moc nad celým královstvím Burgundů. Řehoř z Tours uvádí, že boj o moc s Gundobadem zuřila dlouho. Godegisel společně s Chlodvíkem v boji nad Gundobadem zvítězili a Gundobad musel z boje utéct do Avignonu, kam ho Chlodvík pronásledoval. Nakonec byl Gundobad ušetřen trestu, výměnou za příslib ročního tributu. Když Gundobad získal zpět svobodu, porušil svůj slib tributu a znovu pokračoval v boji s Godegiselem, kterého obklíčil ve Vienne. Když Vienne hrozil hladomor, vyhnal Godegisel poddaný lid z města ze strachu o vlastní život. Pobouřený a z města vyhnaný řemeslník následně pomohl Gundobadovi pod viaduktem proniknout do města, kde v ariánském kostele Godegisela spolu s biskupem Gundobad zavraždil. Tato událost je datována do roku 501. Gundobad také pravděpodobně v Rhôně utopil Godegiselovu ženu Théodelindu a sťal jeho dva syny. Pouze jeho dvě vnučky, Gunteuchu a Sédéleubeude, unikly smrti. Gunteucha se následně provdala za Chlodomera, krále Orléans a po jeho smrti se provdala za Chlothara I., krále Soissons.

## Seznam burgundských králů
| Seznam burgundských králů Zdroje se často rozcházejí a tak data o králích Burgundska nemusejí být přesné                                                                  |                                                                                       |                                                                                               |                                                                                               |
| Sbírka zákonů Lex Burgundionum: Hlava III, De la liberté de nos esclaves, cituje jména Gundobadových předků v « královské paměti»: Gibica, Godomar I., Giselher, Gundahar |                                                                                       |                                                                                               |                                                                                               |
| Germánie - Porýní |                                                                                       |                                                                                               |                                                                                               |
| Gibica ? Historický nebo mytický předek burgundských králů |                                                                                       |                                                                                               |                                                                                               |
| Godomar I. ? | Giselher ?                                                                            | Gundahar ?                                                                                    | Gundahar ?                                                                                    |
| Vládli ve stejnou dobu, nebo jeden po druhém? |                                                                                       |                                                                                               |                                                                                               |
| Království ve Wormsu ? |                                                                                       |                                                                                               |                                                                                               |
| Gundahar († asi 436/437 ?) |                                                                                       |                                                                                               |                                                                                               |
| Vládl Sapaudii, (Ženevský region) a rozšířil království do údolí Rhôny a Saôny                                                                                            |                                                                                       |                                                                                               |                                                                                               |
| Gondioch († asi 463-473 ?) | Gondioch († asi 463-473 ?)                                                            | Chilperich I. († asi 476 ?)                                                                   | Chilperich I. († asi 476 ?)                                                                   |
| Chilperich I. po smrti Gondiocha vládl sám († asi 476 ?) Neměl mužské potomky                                                                                             |                                                                                       |                                                                                               |                                                                                               |
| Čtyři synové Gondiocha |                                                                                       |                                                                                               |                                                                                               |
| Godomar II. († datum úmrtí neznámé, ale před rokem 476. Nevládl) | Chilperich II. († datum úmrtí neznámé, ale před rokem 476. Nevládl) Otec Chrodechildy | Godegisel manželka Theodelinda                                                                | Gundobad manželka Carétène († 516)                                                            |
| Godegisel († 500) | Godegisel († 500)                                                                     | Gundobad († 516)                                                                              | Gundobad († 516)                                                                              |
| Gundobad po smrti Godegisela vládl sám († 516) |                                                                                       |                                                                                               |                                                                                               |
| Gundobad († 516) | Gundobad († 516)                                                                      | Zikmund kolem roku 494 se oženil s ostrogótskou princeznou, dcerou krále Theodoricha Velikého | Zikmund kolem roku 494 se oženil s ostrogótskou princeznou, dcerou krále Theodoricha Velikého |
| Zikmund († 523) |                                                                                       |                                                                                               |                                                                                               |
| Godomar III. († po roce 534) |                                                                                       |                                                                                               |                                                                                               |
| V roce 534 království Burgundů zaniklo, stalo se součástí franské říše. Území rozděleno mezi franské krále.                                                               |                                                                                       |                                                                                               |                                                                                               |